# Ivan Perišić
Ivan Perišić, hrvaški nogometaš, * 2. februar 1989, Split, SFRJ.
Trenutno igra za klub PSV Eindhoven in hrvaško reprezentanco. Običajno igra kot napadalec, igral pa je tudi kot branilec in drugi napadalec.
Kot član mladinske akademije Hajduk Split in Sochaux je nastopil med igranjem za Club Brugge, kjer je bil najboljši strelec belgijske lige Pro in je bil leta 2011 razglašen za belgijskega nogometaša leta. To mu je prineslo prestop v klub Borussija Dortmund, s katerim je zmagal v Bundesligi 2011–12, preden je januarja 2013 prestopil VfL Wolfsburg za 8 milijonov evrov. Tam je prestal dve sezoni in pol, ko je leta 2015 zmagal v finalu DFB-Pokal, preden je presopil v milanski klub Inter. Leta 2019 se je pridružil posojen emu klubu Bayern v Münchnu in zmagal tri pokale.
Perišić je za hrvaško reprezentanco igral leta 2011, svojo državo pa je zastopal na evropskih prvenstvih v letih 2012, 2016 in 2020 ter svetovnem prvenstvu 2014 in 2018 in se uvrstil v finale slednjega. Perišić je v drugi hrvaški "zlati generaciji" igralec države z največ zadetki na glavnih turnirjih (14) in prvi hrvaški igralec, ki je kdaj dosegel zadetek v finalu svetovnega pokala.